# Les Deux Perroquets, le Roi et son fils
Les Deux Perroquets, le Roi et son fils est la onzième fable du livre X de Jean de La Fontaine situé dans le second recueil des Fables de La Fontaine, édité pour la première fois en 1678.

## Texte
Deux Perroquets, l'un père et l'autre fils,

Du rôt d'un Roi faisaient leur ordinaire ;

Deux demi-dieux, l'un fils et l'autre père,

De ces Oiseaux faisaient leurs favoris.

L'âge liait une amitié sincère

Entre ces gens : les deux pères s'aimaient ;

Les deux enfants, malgré leur cœur frivole,

L'un avec l'autre aussi s'accoutumaient,

Nourris ensemble, et compagnons d'école.

C'était beaucoup d'honneur au jeune Perroquet,

Car l'enfant était prince, et son père monarque.

Par le tempérament que lui donna la Parque,

Il aimait les oiseaux. Un Moineau fort coquet,

Et le plus amoureux de toute la Province,

Faisait aussi sa part des délices du Prince.

Ces deux rivaux un jour ensemble se jouants,

Comme il arrive aux jeunes gens,

Le jeu devint une querelle.

Le Passereau, peu circonspect,

S'attira de tels coups de bec,

Que, demi-mort et traînant l'aile,

On crut qu'il n'en pourrait guérir.

Le Prince indigné fit mourir

Son Perroquet. Le bruit en vint au père.

L'infortuné vieillard crie et se désespère,

Le tout en vain ; ses cris sont superflus ;

L'Oiseau parleur est déjà dans la barque :

Pour dire mieux, l'Oiseau ne parlant plus

Fait qu'en fureur sur le fils du Monarque

Son père s'en va fondre, et lui crève les yeux.

Il se sauve aussitôt, et choisit pour asile

Le haut d'un pin. Là, dans le sein des Dieux,

Il goûte sa vengeance en lieu sûr et tranquille.

Le Roi lui-même y court, et dit pour l'attirer :

« Ami, reviens chez moi ; que nous sert de pleurer ?

Haine, vengeance, et deuil, laissons tout à la porte.

Je suis contraint de déclarer,

Encor que ma douleur soit forte,

Que le tort vient de nous ; mon fils fut l'agresseur :

Mon fils ! non ; c'est le Sort qui du coup est l'auteur.

La Parque avait écrit de tout temps en son livre

Que l'un de nos enfants devait cesser de vivre,

L'autre de voir, par ce malheur.

Consolons-nous tous deux, et reviens dans ta cage. »

Le Perroquet dit : « Sire Roi,

Crois-tu qu'après un tel outrage

Je me doive fier à toi ?

Tu m'allègues le Sort : prétends-tu, par ta foi,

Me leurrer de l'appât d'un profane langage ?

Mais, que la Providence, ou bien que le Destin

Règle les affaires du monde,

Il est écrit là-haut qu'au faîte de ce pin,

Ou dans quelque forêt profonde,

J'achèverai mes jours loin du fatal objet

Qui doit t'être un juste sujet

De haine et de fureur. Je sais que la vengeance

Est un morceau de roi ; car vous vivez en dieux.

Tu veux oublier cette offense ;

Je le crois : cependant il me faut, pour le mieux,

Éviter ta main et tes yeux.

Sire Roi, mon ami, va-t'en, tu perds ta peine :

Ne me parle point de retour ;

L'absence est aussi bien un remède à la haine

Qu'un appareil contre l'amour. »
— Jean de La Fontaine, Fables de La Fontaine, Les Deux Perroquets, le Roi et son fils, texte établi par Jean-Pierre Collinet, Fables, contes et nouvelles, Gallimard, « Bibliothèque de la Pléiade », 1991, p. 413